# Gaston (lachtan)
Gaston byl samec lachtana jihoafrického, který žil v Zoo Praha mezi léty 1991 až 2002. Proslavil se v době povodní 2002, kdy jej ze zoologické zahrady odnesla voda. Gaston doplaval po Vltavě a Labi až do Německa, kde byl chycen a následně vyčerpáním uhynul.

## Život
Gaston byl chycen ve volné přírodě v jižní Africe. Zoo Praha ho jako mladého lachtana koupila od obchodníka z Namibie v roce 1991 jako asi roční mládě. Jméno Gaston mu dala jeho cvičitelka a chovatelka Michaela Voldřichová. Přijel spolu s dalšími třemi samicemi, Bárou, Julinkou a Žofkou. Žofka krátce po příchodu do Prahy uhynula, o několik měsíců později ji nahradila samice Myška. V zoologické zahradě žil spolu s Bárou, Julinkou a Myškou 11 let. Projevoval smysl pro humor a rád se předváděl před publikem v pravidelných představeních. V dospělosti vážil téměř 200 kilogramů. S Bárou a Julinkou zplodil postupně 10 potomků; z toho jeden (Abeba) se narodil posmrtně. Myška nikdy s Gastonem mládě neměla, ačkoliv se s ním opakovaně pářila.

## Povodně, smrt a narození pohrobka

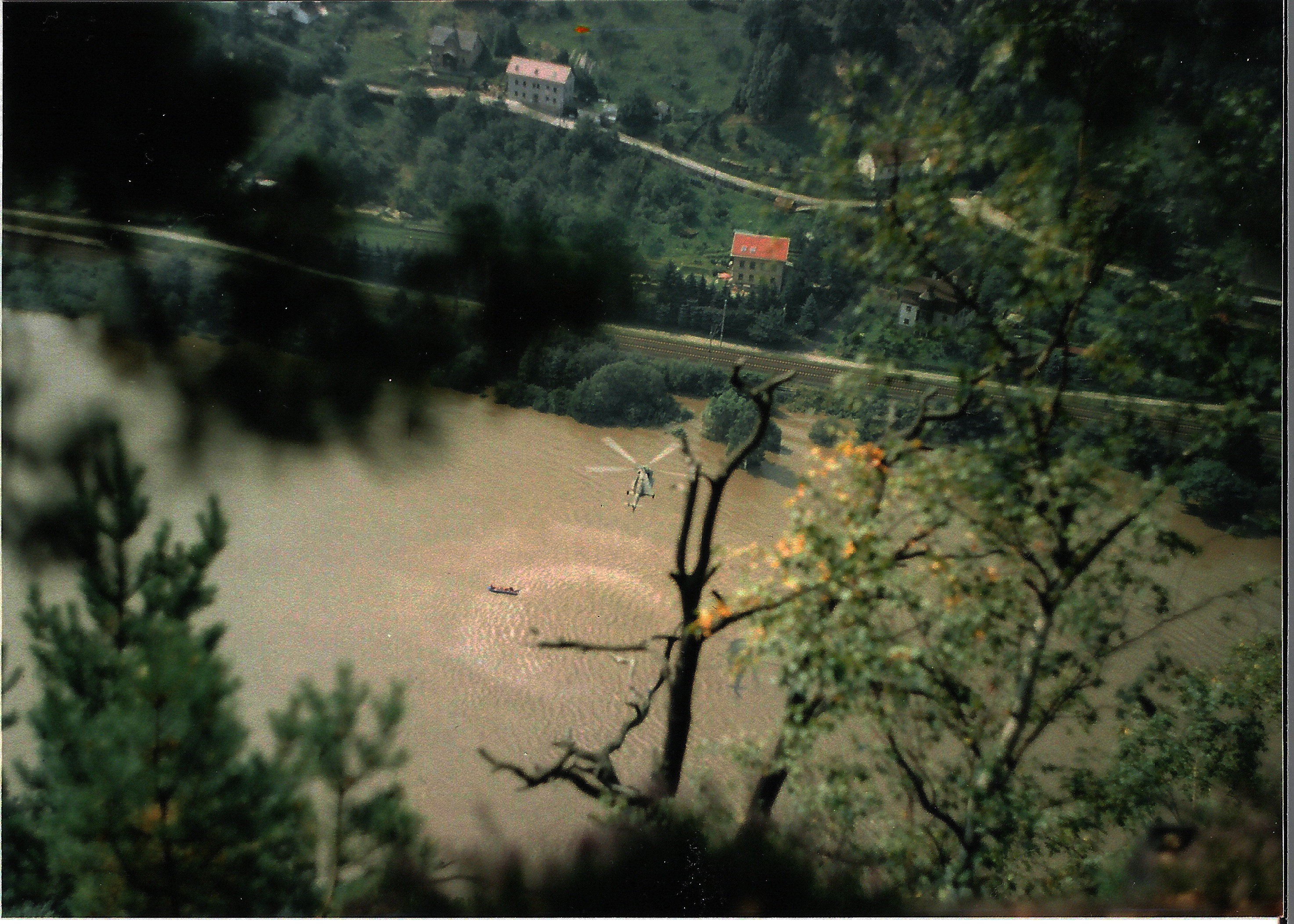
Pokus o záchranu v Labském kaňonu

Během povodní v létě 2002 spodní část zoo zalila voda. Gaston i ostatní lachtani se drželi na území svého výběhu a kroužili. Rozehnala je až utržená divácká tribuna dne 12. srpna. Poté se snažili dát opět dohromady, najít jeden druhého, i svoje domovské území, nicméně většinou neúspěšně. Gaston se nejprve zdržoval v zaplaveném výběhu slonic, ale během následujícího dne odtamtud zmizel a začal unikat po Vltavě. Přestože byl spatřen na mnohých místech, pokusy o jeho chycení selhávaly. Zoologům ze zahrady v Ústí nad Labem se ho alespoň podařilo nakrmit. Až dne 19. srpna ho chytili němečtí záchranáři v Lutherstadt-Wittenbergu poté, co uplaval přes 300 kilometrů. Ještě v ten den se vydal na cestu za ním český tým; Gaston ale náhle uhynul na následky stresu, únavy a vyčerpání. Chladná voda ani dočasný nedostatek jídla mu neublížily a následná pitva neodhalila žádné zranění. Bylo mu v té době 12 let. Následující léto 2003 se samici Báře neočekávaně narodilo mládě, Gastonův posmrtný potomek. Je to samička Abeba, která žije v Zoo Praha dodnes.

## Potomstvo
Z Gastonových přímých potomků dnes žije pouze samice Abeba, která žije v pražské zoo. Následuje tabulka znázorňující Gastonovo potomstvo.
|         | 1995                                    | 1996               | 1997                                                | 1998                                                            | 1999 | 2000                                                                  | 2001 | 2002                                                 | 2003                        |
| Bára    | 15. května (mrtvé)                      | 18. června (mrtvé) |                                                     | 7. června Bobina (odchod 6. dubna 2000 do Zoo Brno) již uhynula |      | 2. června Berta (úhyn 3. června 2005 v zoo Wroclav)                   |      |                                                      | 5. června Abeba (Zoo Praha) |
| Julinka | 27. května Áda (úhyn 28. prosince 1995) |                    | 30. května Jonáš (odchod 20. února 2000) již uhynul | 2. května Hubert (úhyn 1. srpna 2004)                           |      | 2. června Julina (odchod 4. července 2002 do zoo Wroclav) již uhynula |      | 13. června Meloun (úhyn 22. června 2022 v Zoo Praha) |                             |

Meloun a Abeba spolu měli celkem 5 mláďat:
(všechny narozené v Zoo Praha)
Bert (*2011), již nežije v Zoo Praha
Wendy (*2013), již nežije v Zoo Praha
Mamut (*2015), již nežije v Zoo Praha
Nelson (*2017), již nežije v Zoo Praha
Eda (*2019), již nežije v Zoo Praha

## Ohlasy

### Zpravodajství
Gastonova cesta a následná smrt vzbudila velkou pozornost českých i světových médií. O Gastonově cestě informovali například česká i anglická redakce BBC, CNN, německá Deutsche Welle, Hamburger Abendblatt a jiné. Další vlny mediálního zájmu vzbudilo narození samičky Abeba, odhalení Gastonova pomníčku, Gaston byl vzpomenut i v souvislosti s otevřením nového pavilonu lachtanů v roce 2009 a také v květnu 2011, když se Abebe narodilo mládě.

### Umělecká zpracování

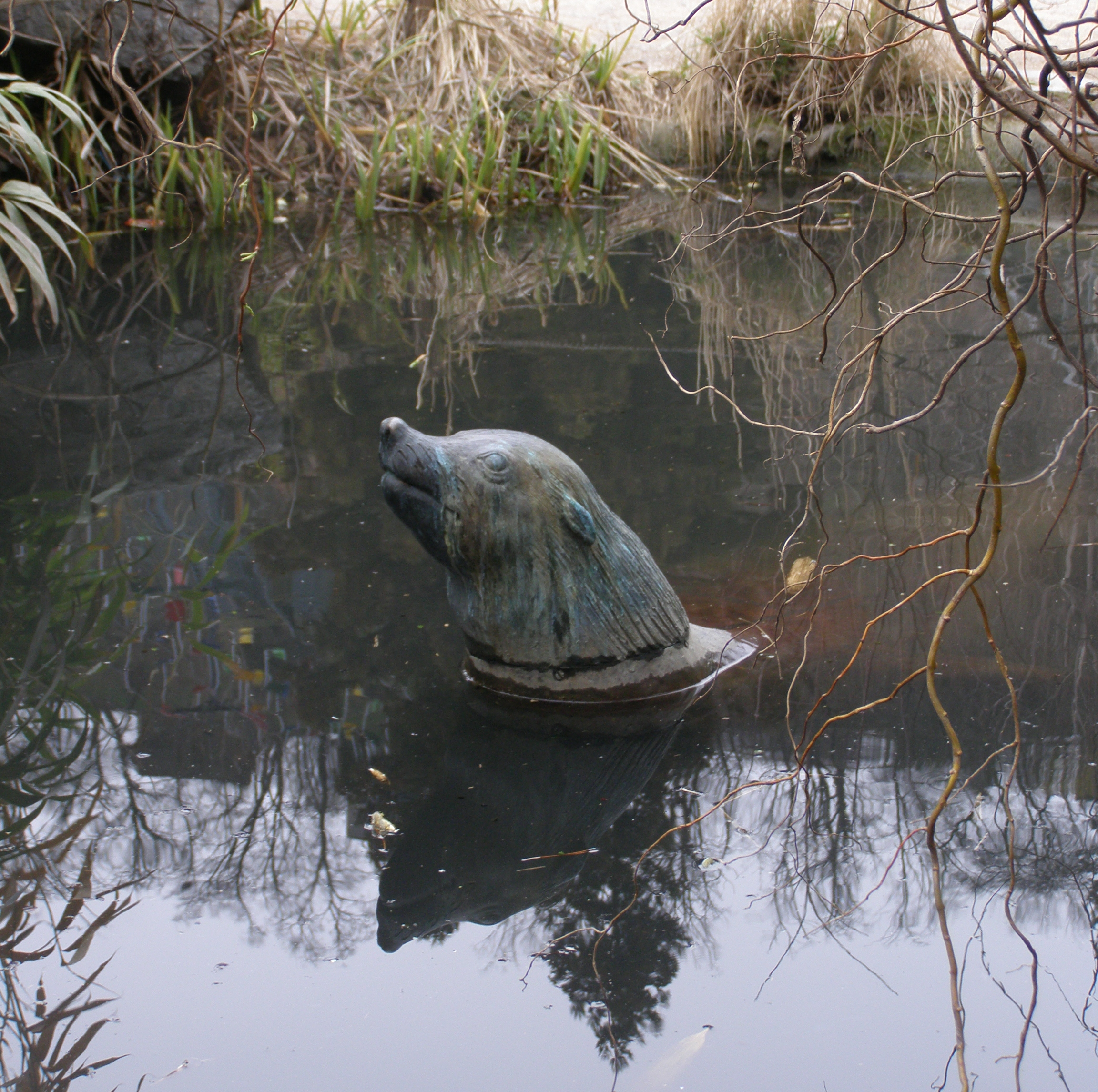
Gastonův pomník v pražské ZOO

Krátce po povodních napsala Gastonova bývalá cvičitelka a opatrovatelka Michaela Voldřichová knihu Kam plaveš, Gastone, kde poetickou formou líčí Gastonův život. Koncem roku 2003 vyšla v Německu kniha o Gastonových osudech s názvem Schwimm! Gaston schwimm! V létě 2004 uvedla Malá scéna Saské státní opery v Drážďanech stejnojmennou operu-stínohru o Gastonově útěku od skladatele Franka Böhmeho (libreto: Irene Pietsch). V opeře se líčí Gastonův útěk jako cesta za svobodou, na což ale reagoval tehdejší ředitel zoo Petr Fejk slovy: „Bylo to spíš pro něj trápení. Lachtan nemůže vzhledem ke své konstituci žít ve zdejších vodách a mořích“. Na podzim roku 2005 byla v Zoo Praha odhalena památná bronzová socha plovoucího Gastona. Na konci roku 2007 se objevil v českých a italských kinech a posléze severoamerických kinech celovečerní umělecký dokumentární film Mír s tuleni filmové společnosti 12 Opic, který příběh jihoafrického lachtana Gastona, uneseného z namibijského pobřeží Cape Cross, dává do souvislosti s příběhem dnes již téměř vyhubených tuleňů středomořských, přičemž odkrývá důvody, proč samec Gaston na rozdíl od ostatních samic jako jediný ze zaplavené pražské zoo uplaval vstříc moři. A odhaluje okolnosti, za nichž by mohl jeho lachtaní druh na opačném konci světa potkat stejný osud jako potkal dávno předtím středomořské tuleně.

### Pojmenování
V roce 2002 byl založen amatérský hokejový klub Gaston Seals o zhruba 16 hráčích. Od roku 2009 se v létě koná plavecký maraton na trase Ústí nad Labem – Děčín s názvem Gastonův memoriál. V letech 2007 a 2008 byl v Praze projednáván návrh, aby byla po Gastonovi pojmenována stezka v Troji podél Vltavy, což se ale nakonec neuskutečnilo. V červnu 2005 byla v Zoo Praha otevřena restaurace Gaston, která vznikla rekonstrukcí povodní zničené starší restaurace Koliba.